# Селиванов, Михаил Петрович
Михаил Петрович Селиванов — русский морской офицер, капитан 1-го ранга, участник Русско-турецкой и Русско-шведской войны.

## Биография
В 1782 году произведён в гардемарины. Плавал на корабле «Твердый»
В 1787 году в чине лейтенанта переведён на Черноморский флот. Служил на сначала на фрегате «Святой Амвросий Медиоланский», а затем на фрегате «Александр Невский». В 1788 году участвовал в сражении при Фидониси, а в 1791 году — при Калиакрии.
С 1801 года — капитан 2 ранга. Командовал кораблями «Симеон и Анна» (1800—1804), «Святой Петр» и «Назарет».
В 1806 году переведён на Балтийский флот, где командовал канонерскими лодками и плавучими батареями Роченсальмской крепости. В 1808 году руководил отрядом судов Абовской гребной флотилии (сразился с шведами при Судсало), а в 1809 — Вазаской флотилией. В 1810 году вышел в отставку в чине статского советника.
Награждён орденами Святой Анны 2-й степени и Святого Георгия 4-й степени, № 2004 (912); награждён 13 ноября 1808.